# Rivierparelmossel
De rivierparelmossel (Pseudunio auricularia) is een zoetwatermossel.

## Beschrijving

### Schelpkenmerken
Dikke vrij stevige schelp met een dik periostracum. Ovaal niervormig, achterzijde veel langer dan de voorzijde. Binnenzijde met krachtige cardinale en laterale tanden. Ingedrukte aanhechtingsplaatsen van de spierindruksels, duidelijke mantellijn.
Kleur: Buitenkant - er is een donkerbruin tot zwart periostracum. Als het periostracum eraf is dan heeft de schelp een melkwit tot blauw mat irriserende parelmoerkleur. Binnenkant - Melkwitte parelmoerkleur.

### Afmetingen
- lengte tot 155 mm
- breedte tot 75 mm
- diameter tot 45 mm.

### Habitat en levenswijze
In grote, langzaam stromende laagland rivieren, meestal in kalkhoudend water.

### Areaal
De soort leeft in Zuidwest-Europa en Marokko. Vooral door waterverontreiniging en eutrofiëring is deze zoetwatermossel al enkele honderden jaren op zijn retour en begint inmiddels ernstig bedreigd te raken in zijn voortbestaan.

### Fossiel voorkomen
Bekend uit Holocene afzettingen van Rijn en Schelde in Nederland en België (Gittenberger et al., 1988). Kuijper (1988) vermoedt op grond van historische opgaven dat de Rivierparelmossel in de 19e eeuw nog in de Rijn in Nederland leefde.